# The Crown (Fernsehserie)/Episodenliste

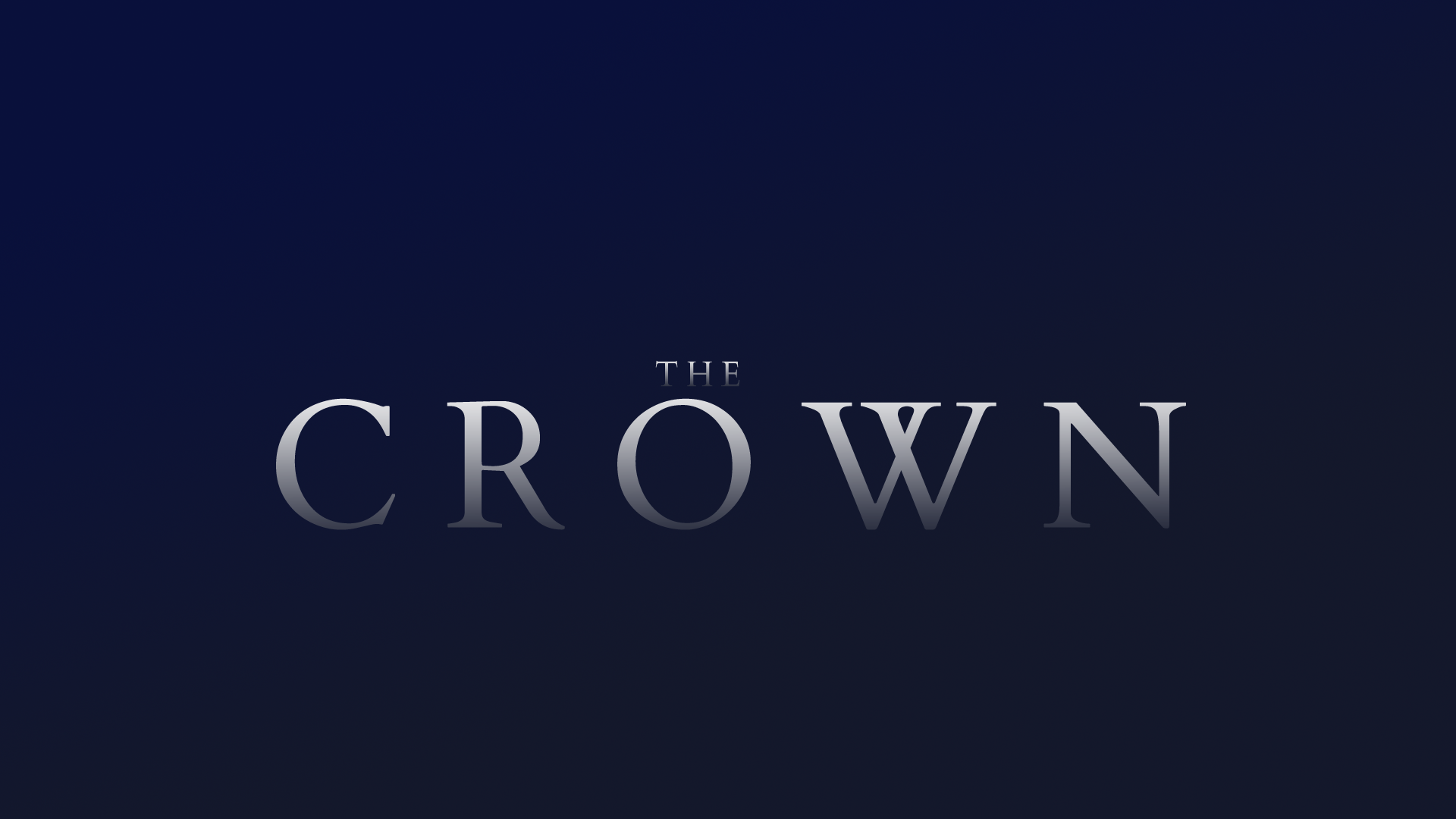
Logo zur Serie

Diese Episodenliste enthält alle Episoden der britischen Dramaserie The Crown, sortiert nach der britischen Erstausstrahlung. Die Fernsehserie umfasst sechs Staffeln mit 60 Episoden.

## Übersicht
| Staffel | Episodenanzahl | Erstveröffentlichung UK | Deutschsprachige Erstveröffentlichung |
| ------- | -------------- | ----------------------- | ------------------------------------- |
| 1       | 10             | 4. November 2016        | 4. November 2016                      |
| 2       | 10             | 8. Dezember 2017        | 8. Dezember 2017                      |
| 3       | 10             | 17. November 2019       | 17. November 2019                     |
| 4       | 10             | 15. November 2020       | 15. November 2020                     |
| 5       | 10             | 9. November 2022        | 9. November 2022                      |
| 6       | 4              | 16. November 2023       | 16. November 2023                     |
| 6       | 6              | 14. Dezember 2023       | 14. Dezember 2023                     |

## Staffel 1
Die Erstveröffentlichung der ersten Staffel fand im Vereinigten Königreich sowie im deutschsprachigen Raum am 4. November 2016 auf Netflix per Streaming statt.
| Nr. (ges.) | Nr. (St.) | Deutscher Titel  | Originaltitel         | Erstveröffentlichung UK | Deutschsprachige Erstveröffentlichung (D/A/CH) | Regie          | Drehbuch     |
| ---------- | --------- | ---------------- | --------------------- | ----------------------- | ---------------------------------------------- | -------------- | ------------ |
| 1          | 1         | Wolferton Splash | Wolferton Splash      | 4. Nov. 2016            | 4. Nov. 2016                                   | Stephen Daldry | Peter Morgan |
| 2          | 2         | Hyde Park Corner | Hyde Park Corner      | 4. Nov. 2016            | 4. Nov. 2016                                   | Stephen Daldry | Peter Morgan |
| 3          | 3         | Windsor          | Windsor               | 4. Nov. 2016            | 4. Nov. 2016                                   | Philip Martin  | Peter Morgan |
| 4          | 4         | Naturereignis    | Act of God            | 4. Nov. 2016            | 4. Nov. 2016                                   | Julian Jarrold | Peter Morgan |
| 5          | 5         | Verschleierung   | Smoke and Mirrors     | 4. Nov. 2016            | 4. Nov. 2016                                   | Philip Martin  | Peter Morgan |
| 6          | 6         | Dynamit          | Gelignite             | 4. Nov. 2016            | 4. Nov. 2016                                   | Julian Jarrold | Peter Morgan |
| 7          | 7         | Wissen ist Macht | Scientia Potentia Est | 4. Nov. 2016            | 4. Nov. 2016                                   | Benjamin Caron | Peter Morgan |
| 8          | 8         | Stolz und Freude | Pride & Joy           | 4. Nov. 2016            | 4. Nov. 2016                                   | Philip Martin  | Peter Morgan |
| 9          | 9         | Attentäter       | Assassins             | 4. Nov. 2016            | 4. Nov. 2016                                   | Benjamin Caron | Peter Morgan |
| 10         | 10        | Gloriana         | Gloriana              | 4. Nov. 2016            | 4. Nov. 2016                                   | Philip Martin  | Peter Morgan |

## Staffel 2
Die Erstveröffentlichung der zweiten Staffel fand im Vereinigten Königreich sowie im deutschsprachigen Raum am 8. Dezember 2017 auf Netflix per Streaming statt.
| Nr. (ges.) | Nr. (St.) | Deutscher Titel         | Originaltitel    | Erstveröffentlichung UK | Deutschsprachige Erstveröffentlichung (D/A/CH) | Regie              | Drehbuch                   |
| ---------- | --------- | ----------------------- | ---------------- | ----------------------- | ---------------------------------------------- | ------------------ | -------------------------- |
| 11         | 1         | Fehlentscheidung        | Misadventure     | 8. Dez. 2017            | 8. Dez. 2017                                   | Philip Martin      | Peter Morgan               |
| 12         | 2         | Männergesellschaft      | A Company of Men | 8. Dez. 2017            | 8. Dez. 2017                                   | Philip Martin      | Peter Morgan               |
| 13         | 3         | Lissabon                | Lisbon           | 8. Dez. 2017            | 8. Dez. 2017                                   | Philip Martin      | Peter Morgan               |
| 14         | 4         | Beryl                   | Beryl            | 8. Dez. 2017            | 8. Dez. 2017                                   | Benjamin Caron     | Amy Jenkins & Peter Morgan |
| 15         | 5         | Marionetten             | Marionettes      | 8. Dez. 2017            | 8. Dez. 2017                                   | Philippa Lowthorpe | Peter Morgan               |
| 16         | 6         | Vergangenheit           | Vergangenheit    | 8. Dez. 2017            | 8. Dez. 2017                                   | Philippa Lowthorpe | Peter Morgan               |
| 17         | 7         | Matrimonium             | Matrimonium      | 8. Dez. 2017            | 8. Dez. 2017                                   | Benjamin Caron     | Peter Morgan               |
| 18         | 8         | Liebe Mrs. Kennedy      | Dear Mrs Kennedy | 8. Dez. 2017            | 8. Dez. 2017                                   | Stephen Daldry     | Peter Morgan               |
| 19         | 9         | Paterfamilias           | Paterfamilias    | 8. Dez. 2017            | 8. Dez. 2017                                   | Stephen Daldry     | Tom Edge & Peter Morgan    |
| 20         | 10        | Der geheimnisvolle Mann | Mystery Man      | 8. Dez. 2017            | 8. Dez. 2017                                   | Benjamin Caron     | Peter Morgan               |

## Staffel 3
Die Erstveröffentlichung der dritten Staffel fand im Vereinigten Königreich sowie im deutschsprachigen Raum am 17. November 2019 auf Netflix per Streaming statt.
| Nr. (ges.) | Nr. (St.) | Deutscher Titel     | Originaltitel | Erstveröffentlichung UK | Deutschsprachige Erstveröffentlichung (D/A/CH) | Regie               | Drehbuch                     |
| ---------- | --------- | ------------------- | ------------- | ----------------------- | ---------------------------------------------- | ------------------- | ---------------------------- |
| 21         | 1         | Olding              | Olding        | 17. Nov. 2019           | 17. Nov. 2019                                  | Benjamin Caron      | Peter Morgan                 |
| 22         | 2         | Margaretologie      | Margaretology | 17. Nov. 2019           | 17. Nov. 2019                                  | Benjamin Caron      | Peter Morgan                 |
| 23         | 3         | Aberfan             | Aberfan       | 17. Nov. 2019           | 17. Nov. 2019                                  | Benjamin Caron      | Peter Morgan                 |
| 24         | 4         | Bubbikins           | Bubbikins     | 17. Nov. 2019           | 17. Nov. 2019                                  | Benjamin Caron      | Peter Morgan                 |
| 25         | 5         | Coup                | Coup          | 17. Nov. 2019           | 17. Nov. 2019                                  | Christian Schwochow | Peter Morgan                 |
| 26         | 6         | Tywysog Cymru       | Tywysog Cymru | 17. Nov. 2019           | 17. Nov. 2019                                  | Christian Schwochow | James Graham & Peter Morgan  |
| 27         | 7         | Mondstaub           | Moondust      | 17. Nov. 2019           | 17. Nov. 2019                                  | Jessica Hobbs       | Peter Morgan                 |
| 28         | 8         | Mann in der Schwebe | Dangling Man  | 17. Nov. 2019           | 17. Nov. 2019                                  | Sam Donovan         | David Hancock & Peter Morgan |
| 29         | 9         | Zwickmühle          | Imbroglio     | 17. Nov. 2019           | 17. Nov. 2019                                  | Sam Donovan         | Peter Morgan                 |
| 30         | 10        | Cri de Coeur        | Cri de Coeur  | 17. Nov. 2019           | 17. Nov. 2019                                  | Jessica Hobbs       | Peter Morgan                 |

## Staffel 4
Die Erstveröffentlichung der vierten Staffel fand im Vereinigten Königreich sowie im deutschsprachigen Raum am 15. November 2020 auf Netflix per Streaming statt.
| Nr. (ges.) | Nr. (St.) | Deutscher Titel   | Originaltitel            | Erstveröffentlichung UK | Deutschsprachige Erstveröffentlichung (D/A/CH) | Regie            | Drehbuch                       |
| ---------- | --------- | ----------------- | ------------------------ | ----------------------- | ---------------------------------------------- | ---------------- | ------------------------------ |
| 31         | 1         | Gold Stick        | Gold Stick               | 15. Nov. 2020           | 15. Nov. 2020                                  | Benjamin Caron   | Peter Morgan                   |
| 32         | 2         | Der Balmoral-Test | The Balmoral Test        | 15. Nov. 2020           | 15. Nov. 2020                                  | Paul Whittington | Peter Morgan                   |
| 33         | 3         | Märchen           | Fairytale                | 15. Nov. 2020           | 15. Nov. 2020                                  | Benjamin Caron   | Peter Morgan                   |
| 34         | 4         | Lieblinge         | Favourites               | 15. Nov. 2020           | 15. Nov. 2020                                  | Paul Whittington | Peter Morgan                   |
| 35         | 5         | Fagan             | Fagan                    | 15. Nov. 2020           | 15. Nov. 2020                                  | Paul Whittington | Jonathan Wilson & Peter Morgan |
| 36         | 6         | Terra nullius     | Terra Nullius            | 15. Nov. 2020           | 15. Nov. 2020                                  | Julian Jarrold   | Peter Morgan                   |
| 37         | 7         | Die Erblinie      | The Hereditary Principle | 15. Nov. 2020           | 15. Nov. 2020                                  | Jessica Hobbs    | Peter Morgan                   |
| 38         | 8         | 48 zu 1           | 48:1                     | 15. Nov. 2020           | 15. Nov. 2020                                  | Julian Jarrold   | Peter Morgan                   |
| 39         | 9         | Lawine            | Avalanche                | 15. Nov. 2020           | 15. Nov. 2020                                  | Jessica Hobbs    | Peter Morgan                   |
| 40         | 10        | Krieg             | War                      | 15. Nov. 2020           | 15. Nov. 2020                                  | Jessica Hobbs    | Peter Morgan                   |

## Staffel 5
Die Erstveröffentlichung der fünften Staffel fand im Vereinigten Königreich sowie im deutschsprachigen Raum am 9. November 2022 auf Netflix per Streaming statt.
| Nr. (ges.) | Nr. (St.) | Deutscher Titel          | Originaltitel           | Erstveröffentlichung UK | Deutschsprachige Erstveröffentlichung (D/A/CH) | Regie               | Drehbuch     |
| ---------- | --------- | ------------------------ | ----------------------- | ----------------------- | ---------------------------------------------- | ------------------- | ------------ |
| 41         | 1         | Königin-Victoria-Syndrom | Queen Victoria Syndrome | 9. Nov. 2022            | 9. Nov. 2022                                   | Jessica Hobbs       | Peter Morgan |
| 42         | 2         | Das System               | The System              | 9. Nov. 2022            | 9. Nov. 2022                                   | Jessica Hobbs       | Peter Morgan |
| 43         | 3         | Mou Mou                  | Mou Mou                 | 9. Nov. 2022            | 9. Nov. 2022                                   | Alex Gabassi        | Peter Morgan |
| 44         | 4         | Annus Horribilis         | Annus Horribilis        | 9. Nov. 2022            | 9. Nov. 2022                                   | May el-Toukhy       | Peter Morgan |
| 45         | 5         | The Way Ahead            | The Way Ahead           | 9. Nov. 2022            | 9. Nov. 2022                                   | May el-Toukhy       | Peter Morgan |
| 46         | 6         | Ipatjew-Haus             | Ipatiev House           | 9. Nov. 2022            | 9. Nov. 2022                                   | Christian Schwochow | Peter Morgan |
| 47         | 7         | Niemandsland             | No Woman’s Land         | 9. Nov. 2022            | 9. Nov. 2022                                   | Erik Richter Strand | Peter Morgan |
| 48         | 8         | Explosiv                 | Gunpowder               | 9. Nov. 2022            | 9. Nov. 2022                                   | Erik Richter Strand | Peter Morgan |
| 49         | 9         | Ehepaar 31               | Couple 31               | 9. Nov. 2022            | 9. Nov. 2022                                   | Christian Schwochow | Peter Morgan |
| 50         | 10        | Ausgedient               | Decommissioned          | 9. Nov. 2022            | 9. Nov. 2022                                   | Alex Gabassi        | Peter Morgan |

## Staffel 6
Die Erstveröffentlichung der sechsten Staffel erfolgte im Vereinigten Königreich sowie im deutschsprachigen Raum im November und Dezember 2023 auf Netflix.
| Nr. (ges.) | Nr. (St.) | Deutscher Titel      | Originaltitel       | Erstveröffentlichung UK | Deutschsprachige Erstveröffentlichung (D/A/CH) | Regie               | Drehbuch                               |
| ---------- | --------- | -------------------- | ------------------- | ----------------------- | ---------------------------------------------- | ------------------- | -------------------------------------- |
| 51         | 1         | Persona non grata    | Persona Non Grata   | 16. Nov. 2023           | 16. Nov. 2023                                  | Alex Gabassi        | Peter Morgan                           |
| 52         | 2         | Zwei Fotos           | Two Photographs     | 16. Nov. 2023           | 16. Nov. 2023                                  | Christian Schwochow | Peter Morgan                           |
| 53         | 3         | Dis-moi oui          | Dis-Moi Oui         | 16. Nov. 2023           | 16. Nov. 2023                                  | Christian Schwochow | Peter Morgan                           |
| 54         | 4         | Die Nachwirkungen    | Aftermath           | 16. Nov. 2023           | 16. Nov. 2023                                  | Christian Schwochow | Peter Morgan                           |
| 55         | 5         | Willsmania           | Willsmania          | 14. Dez. 2023           | 14. Dez. 2023                                  | May el-Toukhy       | Jonathan Wilson und Peter Morgan       |
| 56         | 6         | Ruritania            | Ruritania           | 14. Dez. 2023           | 14. Dez. 2023                                  | Erik Richter Strand | Daniel Marc Janes und Peter Morgan     |
| 57         | 7         | Alma Mater           | Alma Mater          | 14. Dez. 2023           | 14. Dez. 2023                                  | May el-Toukhy       | Jonathan Wilson und Peter Morgan       |
| 58         | 8         | Ritz                 | Ritz                | 14. Dez. 2023           | 14. Dez. 2023                                  | Alex Gabassi        | Meriel Sheibani-Clare und Peter Morgan |
| 59         | 9         | Hope Street          | Hope Street         | 14. Dez. 2023           | 14. Dez. 2023                                  | Erik Richter Strand | Jonathan Wilson und Peter Morgan       |
| 60         | 10        | Sleep, Dearie, Sleep | Sleep, Dearie Sleep | 14. Dez. 2023           | 14. Dez. 2023                                  | Stephen Daldry      | Peter Morgan                           |